# 里约克罗斯
里约克罗斯（法語：Rieucros，法語發音：[ʁjœkʁɔs]）是法国阿列日省的一个市镇，属于帕米耶区。

## 地理
里约克罗斯（43°5'3"N, 1°46'1"E）面积5.57 平方千米，位于法国奧克西塔尼大區阿列日省，该省份为法国西南部内陆省份，西部和北部与上加龙省接壤，东临奥德省，东南至东比利牛斯省接壤，南与安道尔和西班牙接壤。
与里约克罗斯接壤的市镇（或旧市镇、城区）包括：阿尔维尼亚、莱西萨尔、莱皮若勒、泰耶、图尔特罗勒、瓦尔斯、维拉、维维耶斯。
里约克罗斯的时区为UTC+01:00、UTC+02:00（夏令时）。

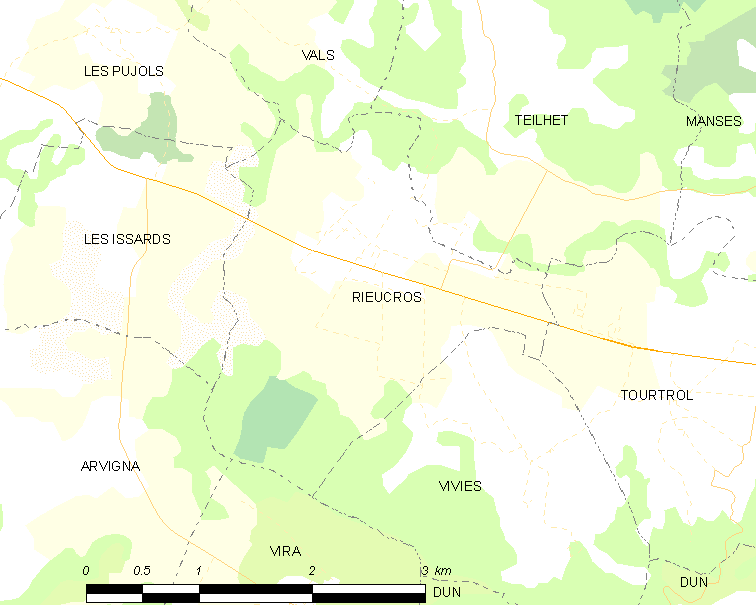
里约克罗斯的OSM定位图

## 行政
里约克罗斯的邮政编码为09500，INSEE市镇编码为09244。

## 政治
里约克罗斯所属的省级选区为米尔普瓦县。

## 人口

1962-2008年间里约克罗斯人口变化图示

里约克罗斯于2022年1月1日时的人口数量为720人。